# Metathyreotus kempi
Metathyreotus kempi is een hooiwagen uit de familie Epedanidae.